# 18-as villamos (Prága)
A prágai 18-as jelzésű villamos a Nádraží Podbaba és a Vozovna Pankrác között közlekedik.

## Útvonala
| Vozovna Pankrác felé | Nádraží Podbaba felé |
| --- | --- |
| Nádraží Podbaba – Podbabská – Jugoslávských partyzánů – Svatovítská – Milady Horákové – Badeniho – Chotkova – Pod Bruskou – Klárov – Mánesův most – Náměstí Jana Palacha – Křižovnická – Smetanovo nábřeží – Národní – Spálená – Karlovo náměstí – Vyšehradská – Na Slupi – Jaromírova – Křesomyslova – Bělehradská – Náměstí Bratří Synků – Nuselská – Táborská – Náměstí Hrdinů – Na Pankráci – Na Veselí – Soudní – Vozovna Pankrác | Vozovna Pankrác – Soudní – Na Veselí – Na Pankráci – Náměstí Hrdinů – Táborská – Nuselská – Náměstí Bratří Synků – Bělehradská – Křesomyslova – Jaromírova – Na Slupi – Vyšehradská – Karlovo náměstí – Spálená – Národní – Smetanovo nábřeží – Křižovnická – Náměstí Jana Palacha – Mánesův most – Klárov – Pod Bruskou – Chotkova – Badeniho – Milady Horákové – Svatovítská – Jugoslávských partyzánů – Podbabská – Nádraží Podbaba |

## Megállóhelyei
| 0  | Nádraží Podbaba végállomás | 42 | 8 R20 S4 S41 R44                     |
| 1  | Zelená                     | 40 | 8                                    |
| 2  | Lotyšská                   | 38 | 8                                    |
| 3  | Vítězné náměstí            | 36 | A 8, 20, 26                          |
| 6  | Hradčanská                 | 33 | A 1, 2, 8, 20, 25, 26 R24 R45 S5 S54 |
| 8  | Chotkovy sady              | 30 | 2, 12, 20                            |
| 11 | Malostranská               | 27 | A 2, 12, 15, 20, 22, 23              |
| 14 | Staroměstská               | 25 | A 2, 17                              |
| 15 | Karlovy lázně              | ∫  | 2, 17                                |
| ∫  | Národní divadlo            | 23 | 2, 9, 17, 22, 23                     |
| 17 | Národní divadlo            | 21 | 2, 9, 17, 22, 23                     |
| 19 | Národní třída              | 20 | B 2, 9, 22, 23                       |
| ∫  | Novoměstská radnice        | 17 | B 2, 3, 6, 14, 22, 23, 24            |
| 21 | Karlovo náměstí            | 16 | B 2, 3, 4, 6, 10, 14, 16, 22, 23, 24 |
| 22 | Moráň                      | ∫  | B 2, 3, 4, 10, 14, 16, 24            |
| 24 | Botanická zahrada          | 14 | 14, 24                               |
| 26 | Albertov                   | 13 | 7, 14, 24                            |
| 27 | Ostrčilovo náměstí         | 12 | 7, 14, 24                            |
| 29 | Svatoplukova               | 11 | 7, 14, 24                            |
| 30 | Divadlo Na Fidlovačce      | 9  | 7, 14, 24                            |
| 32 | Náměstí Bratří Synků       | 8  | 6, 7, 11, 14, 24                     |
| 34 | Nuselská radnice           | 6  |                                      |
| 35 | Palouček                   | 5  |                                      |
| 38 | Pražského povstání         | 3  | C                                    |
| 40 | Na Veselí                  | 1  |                                      |
| 42 | Vozovna Pankrác végállomás | 0  |                                      |